# أم شابة تحدق في طفلها
هي لوحة بريشة الفنان الفرنسي ويليام بوغيرو رسمها سنة 1871 وعرضها في صالون باريس, تجسد لوحة «أم الشابة تحدق في طفلها» جمالًا طبيعيًا للمرأة يختلف عن معظم أعماله الفنية الأخرى ، حيث أن موضوعه يرتدي ملابس كاملة هذه المرة. اللوحة من مقتنيات متحف المتروبوليتان للفنون في نيويورك.

## الوصف
عند مشاهدة هذه اللوحة ، نرى على الفور تعبير الأم الذي ينضح بحب غير مشروط لطفلها الصغير الذي يجلس عارياً في حجرها. المشهد يصور امرأة فلاحة جالسة بجوار نار ، ينجذب المشاهد تلقائيًا إلى عشقها لابنها وهي تنظر إليه بابتسامة. تعبيرات وجه الأم الشابة هادئة وسلمية حيث يستريح الطفل بهدوء على فستانها ومئزرها الثري والملون اللامع ، اللذان يلتقطهما الفنانة بشكل جميل. سرعان ما يرى المراقبون الأمومة معبر عنها في هذا العمل الفني ، ويكادون يشعرون بحبها لطفلها الأشقر ذو الخدود الوردية.